# Hispanic
Hispanic era uma revista americana de língua inglesa sobre cultura pop, moda, e política publicada pela Televisa Publishing. Em 2008, foi a maior revista de estilo de vida em inglês no mercado hispânico dos Estados Unidos. A revista foi fechada em 2010.